# Married in Vegas
Married in Vegas è un singolo del gruppo musicale britannico The Vamps, pubblicato nel 2020 ed estratto dal loro quinto album in studio Cherry Blossom.
Il brano è stato scritto da James McVey, Tristan Evans, Bradley Simpson, Connor Ball e Peter Rycroft.

## Tracce
- Download digitale

1. Married in Vegas – 3:22

- Download digitale

1. Married in Vegas (Matoma Remix) – 3:14
2. Married in Vegas (Slowed N Reverb) – 4:04

- Download digitale

1. Married in Vegas (Acoustic) – 3:37